# Amatsukaze (tàu khu trục Nhật)
Amatsukaze (tiếng Nhật: 天津風) là một tàu khu trục hạng nhất của Hải quân Đế quốc Nhật Bản thuộc lớp Kagerō đã phục vụ tại Mặt trận Thái Bình Dương trong Chiến tranh Thế giới thứ hai.
Trong năm đầu tiên của chiến tranh, Amatsukaze dưới quyền chỉ huy của Tameichi Hara đã tham gia Trận chiến biển Java, Trận chiến Đông Solomons, Trận chiến quần đảo Santa Cruz và trận Hải chiến Guadalcanal, trong đó nó bị hư hại nặng sau khi đánh chìm tàu khu trục Mỹ Barton bằng một quả ngư lôi. Ngày 16 tháng 1 năm 1944, nó bị hư hại bởi một cuộc tấn công của tàu ngầm Redfin.
Vào ngày 6 tháng 4 năm 1945, Amatsukaze bị máy bay ném bom B-25 Mitchell của Không lực Mỹ tấn công ở cách 10 km (6 hải lý) về phía Đông Amoy, ở tọa độ (24°30′B 118°10′Đ / 24,5°B 118,167°Đ). Thủy thủ đoàn tìm cách làm mắc cạn con tàu để tránh bị đắm, nhưng mọi nỗ lực giải cứu con tàu bị đình chỉ vào ngày 8 tháng 4. Đến ngày 10 tháng 4, con tàu bị phá hủy bằng chất nổ.
Amatsukaze được rút khỏi danh sách Đăng bạ Hải quân vào ngày 10 tháng 8 năm 1945.

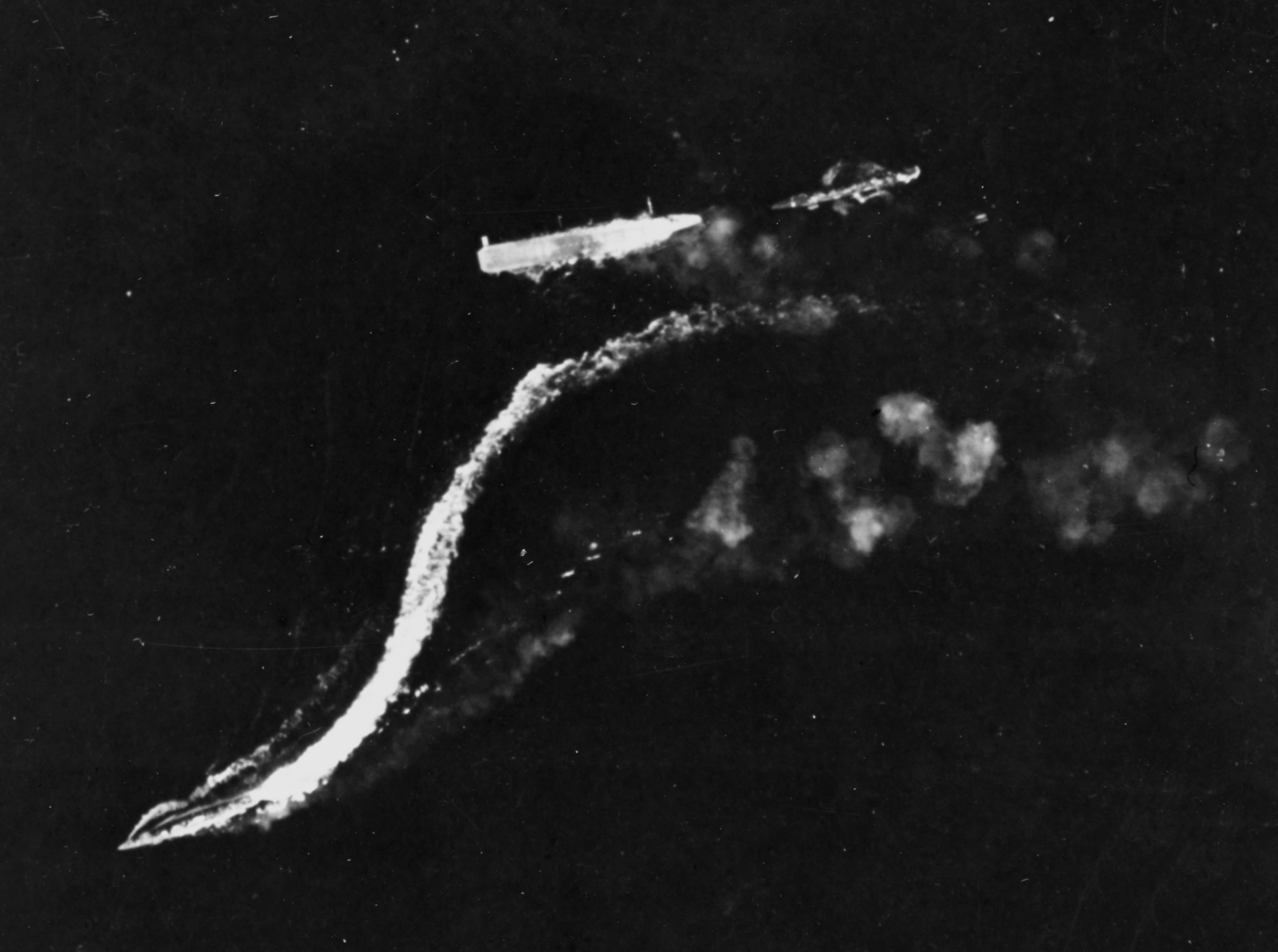
Amatsukaze (ở giữa bên dưới) đang cơ động tốc độ cao né tránh cuộc ném bom tầm cao của máy bay B-17 Flying Fortress nhắm vào tàu sân bay Ryūjō (ở giữa bên phải) đã bị hư hại trong Trận chiến Đông Solomons.